# Metropolia Yorku
Metropolia Yorku (zwana też prowincją Yorku lub prowincją północną; ang. Province of York) – jedna z dwóch metropolii Kościoła Anglii, obejmująca 12 diecezji położonych w północnej części Anglii oraz na Wyspie Man. Metropolitą jest z urzędu arcybiskup Yorku, zajmujący drugie miejsce, po arcybiskupie Canterbury, w hierarchii biskupów Kościoła. Od 2020 urząd ten piastuje abp Stephen Cottrell https://www.ekai.pl/abp-justin-welby-ma-covid-19/.